# Список призерів чемпіонатів СРСР з легкої атлетики в приміщенні (чоловіки)
Цей список включає призерів чемпіонатів СРСР з легкої атлетики в приміщенні в чоловічих дисциплінах за всі роки їх проведення.

## Дисципліни

### 60 метрів
| Чемпіонат       | Золото                                     | Срібло                          | Бронза                      |
| --------------- | ------------------------------------------ | ------------------------------- | --------------------------- |
| 1971 Москва     | Валерій Борзов Київ                        | Борис Ізместьєв Московська обл. | Владислав Сапея Москва      |
| 1972 Москва     | Олександр Корнелюк Москва                  | Юрій Силов Рига                 | Олександр Євтюхов Мінськ    |
| 1973 Москва     | Олександр Корнелюк Москва                  | Валерій Борзов Київ             | Борис Ізместьєв Москва      |
| 1974 Москва     | Валерій Борзов Київ                        | Юрій Силов Рига                 | Лайош Греша Угорщина        |
| 1975 Ленінград  | Валерій Борзов Київ                        | Олександр Аксинін Ленінград     | Юрій Силов Рига             |
| 1976 Москва     | Валерій Борзов Київ                        | Олександр Аксинін Ленінград     | Олександр Корнелюк Москва   |
| 1977 Мінськ     | Микола Колесников Ленінград                | Валерій Борзов Київ             | Олександр Аксинін Ленінград |
| 1978 Москва     | Микола Колесников Ленінград                | Олександр Аксинін Ленінград     | Володимир Ігнатенко Київ    |
| 1979 Мінськ     | Микола Колесников Ленінград                | Володимир Муравйов Караганда    | Семен Ваханелов Москва      |
| 1980 Москва     | Андрій Шляпников Москва                    | Микола Колесников Ленінград     | Олександр Аксинін Ленінград |
| 1981 Мінськ     | Володимир Муравйов Караганда               | Микола Сидоров Москва           | Андрій Шляпников Москва     |
| 1982 Москва     | Андрій Прокоф'єв Свердловськ               | Олександр Аксинін Ленінград     | Андрій Шляпников Москва     |
| 1983 Москва     | Віктор Бризгін Ворошиловград               | Олександр Євгеньєв Ленінград    | Геннадій Мурашов Рига       |
| 1984 Москва     | Олександр Шумилов Владивосток              | Олександр Євгеньєв Ленінград    | Микола Юшманов Ленінград    |
| 1985 Кишинів    | Борис Нікулін Тула                         | Вадим Давидов Москва            | Микола Юшманов Ленінград    |
| 1986 Москва     | Віктор Бризгін Ворошиловград               | Микола Юшманов Ленінград        | Володимир Шершень Ленінград |
| 1987 Пенза      | Віктор Бризгін Ворошиловград               | Володимир Муравйов Караганда    | Вадим Давидов Москва        |
| 1988 Волгоград  | Андрій Разін Перм Микола Юшманов Ленінград | не вручалась                    | Геннадій Мірзоян Баку       |
| 1989 Гомель     | Віталій Савін Алма-Ата                     | Ігор Грошев Московська обл.     | Юрій Мізера Московська обл. |
| 1990 Челябінськ | Віталій Савін Алма-Ата                     | Ігор Грошев Московська обл.     | Юрій Язинін Алма-Ата        |
| 1991 Волгоград  | Віктор Бризгін Луганськ                    | Віталій Савін Алма-Ата          | Борис Жгір Омськ            |

### 100 метрів
| Чемпіонат   | Золото                       | Срібло                      | Бронза                        |
| ----------- | ---------------------------- | --------------------------- | ----------------------------- |
| 1972 Москва | Володимир Ловецький Мінськ   | Хаджі Рахманов Ашхабад      | Олександр Багаєв Новосибірськ |
| 1973 Москва | Володимир Атамась Черкаси    | Олександр Капачинський Баку | Володимир Отставнов Баку      |
| 1978 Москва | Микола Колесников Ленінград  | Володимир Ігнатенко Київ    | Олександр Аксинін Ленінград   |
| 1979 Мінськ | Володимир Муравйов Караганда | Микола Колесников Ленінград | Володимир Ігнатенко Київ      |
| 1980 Москва | Андрій Шляпников Москва      | Володимир Ігнатенко Київ    | Олександр Аксинін Ленінград   |

### 200 метрів
| Чемпіонат       | Золото                                           | Срібло                         | Бронза                    |
| --------------- | ------------------------------------------------ | ------------------------------ | ------------------------- |
| 1982 Москва     | Віктор Табаков Самарканд                         | Володимир Муравйов Караганда   | Микола Сидоров Москва     |
| 1983 Москва     | Іван Бабенко Ростов-на-Дону Андрій Федорів Львів | не вручалась                   | Сергій Соколов Київ       |
| 1984 Москва     | Олександр Євгеньєв Ленінград                     | Анатолій Литвинов Липецьк      | Сергій Кончиц Гомель      |
| 1985 Кишинів    | Володимир Крилов Ульяновськ                      | Володимир Просін Саратов       | Сергій Кончиц Гомель      |
| 1986 Москва     | Олександр Євгеньєв Ленінград                     | Микола Разгонов Донецьк        | Анатолій Литвинов Липецьк |
| 1987 Пенза      | Микола Разгонов Донецьк                          | Андрій Федорів Москва          | Бесик Гоциридзе Тбілісі   |
| 1988 Волгоград  | Микола Разгонов Донецьк                          | Олег Фатун Новочеркаськ        | Ігор Стрельцов Запоріжжя  |
| 1989 Гомель     | Андрій Федорів Москва                            | Олександр Лисенко Смоленськ    | Кястутіс Клімас Каунас    |
| 1990 Челябінськ | Андрій Федорів Москва                            | Дмитро Бартенєв Москва         | Михайло Вдовін Пенза      |
| 1991 Волгоград  | Андрій Федорів Москва                            | В'ячеслав Кочерягін Даугавпілс | Дмитро Бартенєв Москва    |

### 300 метрів
| Чемпіонат   | Золото                  | Срібло                  | Бронза                       |
| ----------- | ----------------------- | ----------------------- | ---------------------------- |
| 1976 Москва | Микола Шибаєв Москва    | Геннадій Іванов Ташкент | Ставрос Циорцис Греція       |
| 1981 Мінськ | Володимир Дьомін Гомель | Віталій Федотов Чарджоу | Володимир Муравйов Караганда |

### 400 метрів
| Чемпіонат       | Золото                         | Срібло                             | Бронза                         |
| --------------- | ------------------------------ | ---------------------------------- | ------------------------------ |
| 1971 Москва     | Семен Кочер Орджонікідзе       | Борис Савчук Ленінград             | Євген Борисенко Горький        |
| 1973 Москва     | Володимир Носенко Одеса        | Валерій Юдін Москва                | Євген Борисенко Горький        |
| 1974 Москва     | Семен Кочер Єсентуки           | Тофік Алієв Баку                   | Віктор Ніканоров Вологда       |
| 1975 Ленінград  | Володимир Носенко Мінськ       | Рейн Тиру Таллінн                  | Геннадій Іванов Ташкент        |
| 1977 Мінськ     | Маріан Гешицький Польща        | Володимир Носенко Гродно           | Павло Литовченко Москва        |
| 1978 Москва     | Микола Чернецький Москва       | Павло Солопов                      | Василь Архипенко Донецьк       |
| 1979 Мінськ     | Віктор Бураков Київ            | Сергій Ловачов Чита                | Ремігіюс Валюліс Ленінград     |
| 1980 Москва     | Михайло Лінге Москва           | Віктор Бураков Київ                | Сергій Ловачов Московська обл. |
| 1982 Москва     | Алім Сафаров Фергана           | Павло Коновалов Ростов-на-Дону     | Сергій Ловачов Ташкент         |
| 1983 Москва     | Євген Ломтєв Саратов           | Сергій Ловачов Ташкент             | Аліф Алієв Тбілісі             |
| 1984 Москва     | Василь Полікашин Москва        | Сергій Ловачов Ташкент             | Аліф Алієв Тбілісі             |
| 1985 Кишинів    | Володимир Просін Саратов       | Тагір Земсков Ленінград            | Айвар Оясту Тарту              |
| 1986 Москва     | В'ячеслав Кочерягін Даугавпілс | Володимир Просін Саратов           | Аркадій Корнілов Ленінград     |
| 1987 Пенза      | Володимир Просін Саратов       | Аркадій Корнілов Ленінград         | Олександр Багаєв Ленінград     |
| 1988 Волгоград  | Володимир Просін Саратов       | Олександр Багаєв Ленінград         | Вадим Колесников Ленінград     |
| 1989 Гомель     | Ігор Житкевич Воронеж          | Володимир Попов Москва             | Петро Ханьжин Перм             |
| 1990 Челябінськ | Володимир Просін Саратов       | Володимир Чубровський Новосибірськ | Олександр Багаєв Ленінград     |
| 1991 Волгоград  | Дмитро Головастов Москва       | Володимир Просін Саратов           | Валерій Бєлов Пенза            |

### 500 метрів
| Чемпіонат       | Золото                       | Срібло                       | Бронза                 |
| --------------- | ---------------------------- | ---------------------------- | ---------------------- |
| 1990 Челябінськ | Олександр Герасимов Куйбишев | Валерій Стародубцев Іркутськ | Андрій Туригін Горький |

### 600 метрів
| Чемпіонат   | Золото                           | Срібло                              | Бронза                        |
| ----------- | -------------------------------- | ----------------------------------- | ----------------------------- |
| 1972 Москва | Станіслав Мещерських Свердловськ | Володимир Пономарьов Ростов-на-Дону | Володимир Дацюк Харків        |
| 1976 Москва | Павло Литовченко Москва          | Володимир Поривкін Московська обл.  | Анатолій Печериця Севастополь |
| 1981 Мінськ | Валерій Логінов Москва           | Володимир Шумських                  | Едгарс Ламба                  |

### 800 метрів
| Чемпіонат       | Золото                              | Срібло                              | Бронза                         |
| --------------- | ----------------------------------- | ----------------------------------- | ------------------------------ |
| 1971 Москва     | Іван Іванов Орськ                   | Віктор Тумов Магадан                | Олексій Таранов Ростов-на-Дону |
| 1974 Москва     | Володимир Артьомов Ленінград        | Георгій Чернишов Москва             | Олександр Гончаров Тамбов      |
| 1975 Ленінград  | Віктор Солонецький Красноярськ      | Євген Волков Київ                   | Івар Блуманскіс Рига           |
| 1976 Москва     | Віктор Солонецький Красноярськ      | Станіслав Мещерських Москва         | Віктор Анохін Уфа              |
| 1977 Мінськ     | Володимир Пономарьов Ростов-на-Дону | Віктор Анохін Уфа                   | Анатолій Печериця Севастополь  |
| 1978 Москва     | Анатолій Решетняк Сімферополь       | Володимир Пономарьов Ростов-на-Дону | Михайло Старовойтов Могильов   |
| 1979 Мінськ     | Микола Кіров Гомель                 | Володимир Подоляко Мінськ           | Олексій Литвинов Ленінград     |
| 1980 Москва     | Микола Кіров Гомель                 | Анатолій Решетняк Сімферополь       | Володимир Малоземлін Тольятті  |
| 1981 Мінськ     | Валерій Веселовський Ленінград      | Олександр Костецький Улан-Уде       | Микола Широков Магнітогорськ   |
| 1982 Москва     | Фанір Вахітов Челябінськ            | Павло Трощило Мінськ                | Віктор Авдонін Московська обл. |
| 1983 Москва     | Віктор Землянський Куйбишев         | Олексій Литвинов Ленінград          | Микола Широков Магнітогорськ   |
| 1984 Москва     | Віктор Калінкін Пенза               | Олександр Костецький Улан-Уде       | Леонід Масунов Одеса           |
| 1985 Кишинів    | Анатолій Міллін Чебоксари           | Леонід Масунов Одеса                | Євген Нечаєв Перм              |
| 1986 Москва     | Володимир Граудинь Москва           | Вадим Лаушкін Ленінград             | Сергій Куцебо Ленінград        |
| 1987 Пенза      | Володимир Граудинь Москва           | Анатолій Міллін Чебоксари           | Валерій Стародубцев Іркутськ   |
| 1988 Волгоград  | Андрій Судник Мінськ                | Валерій Стародубцев Іркутськ        | Віктор Калінкін Пенза          |
| 1989 Гомель     | Віктор Калінкін Пенза               | Сергій Тимофеєв Новочеркаськ        | Дмитро Постнов Курськ          |
| 1990 Челябінськ | Андрій Крамінський Херсон           | Олег Єфімов Череповець              | Андрій Шиманський Мінськ       |
| 1991 Волгоград  | Валерій Стародубцев Іркутськ        | Володимир Граудинь Москва           | Євген Авербух Іркутськ         |

### 1000 метрів
| Чемпіонат       | Золото                              | Срібло                           | Бронза                 |
| --------------- | ----------------------------------- | -------------------------------- | ---------------------- |
| 1973 Москва     | Володимир Пономарьов Ростов-на-Дону | Станіслав Мещерських Свердловськ | Гаяр Айнетдінов Москва |
| 1990 Челябінськ | Андрій Судник Мінськ                | Сергій Афанасьєв Московська обл. | Віктор Калінкін Пенза  |

### 1500 метрів
| Чемпіонат       | Золото                              | Срібло                              | Бронза                           |
| --------------- | ----------------------------------- | ----------------------------------- | -------------------------------- |
| 1971 Москва     | Володимир Пантелей Харків           | Віктор Семяшкін Ленінград           | Сергій Веселков Ленінград        |
| 1972 Москва     | Олег Райко Ленінград                | Віктор Семяшкін Ленінград           | В'ячеслав Кулаков Москва         |
| 1973 Москва     | Іван Іванов Москва                  | Володимир Пантелей Харків           | Борис Кузнецов Нижній Тагіл      |
| 1974 Москва     | Петро Анисим Львів                  | Станіслав Мещерських Свердловськ    | Володимир Абрамов Петрозаводськ  |
| 1975 Ленінград  | Петро Анисим Львів                  | Геннадій Львов Свердловськ          | Віктор Семяшкін Ленінград        |
| 1976 Москва     | Геннадій Львов Свердловськ          | В.Веселов Москва                    | Анатолій Мамонтов Кишинів        |
| 1977 Мінськ     | Анатолій Мамонтов Кишинів           | Янош Земен Угорщина                 | Євген Копейкін Краснодар         |
| 1978 Москва     | Анатолій Мамонтов Кишинів           | Володимир Пономарьов Ростов-на-Дону | Микола Кіров Гомель              |
| 1979 Мінськ     | Володимир Пономарьов Ростов-на-Дону | Микола Кіров Гомель                 | Валерій Торопов Ленінград        |
| 1980 Москва     | Володимир Малоземлін Тольятті       | Сергій Сафроненко Ленінград         | Анатолій Мамонтов Кишинів        |
| 1981 Мінськ     | Сергій Остапенко Мінськ             | Павло Яковлєв Улан-Уде              | Володимир Кальсін Караганда      |
| 1982 Москва     | Володимир Малоземлін Тольятті       | Сергій Сафроненко Ленінград         | Сергій Шаповалов Харків          |
| 1983 Москва     | Валерій Абрамов Московська обл.     | Володимир Малоземлін Тольятті       | Володимир Кальсін Алма-Ата       |
| 1984 Москва     | Ігор Лоторьов Курськ                | Ерік Барковський Даугавпілс         | Сергій Астапенко Мінськ          |
| 1985 Кишинів    | Анатолій Калуцький Челябінськ       | Віктор Калінкін Пенза               | Віталій Тищенко Київ             |
| 1986 Москва     | Павло Яковлєв Улан-Уде              | Віктор Калінкін Пенза               | Василь Матвєєв Москва            |
| 1987 Пенза      | Ігор Лоторьов Москва                | Павло Федоренко Паневежис           | Анатолій Калуцький Челябінськ    |
| 1988 Волгоград  | Віктор Калінкін Пенза               | Анатолій Калуцький Челябінськ       | Сергій Афанасьєв Московська обл. |
| 1989 Гомель     | Володимир Колпаков Челябінськ       | Сергій Афанасьєв Московська обл.    | Василь Матвєєв Москва            |
| 1990 Челябінськ | Сергій Афанасьєв Московська обл.    | Павелас Федоренко Паневежис         | Ігор Лоторьов Москва             |
| 1991 Волгоград  | Володимир Колпаков Челябінськ       | Сергій Мельников Рибінськ           | Андрій Судник Мінськ             |

### 3000 метрів
| Чемпіонат       | Золото                          | Срібло                              | Бронза                          |
| --------------- | ------------------------------- | ----------------------------------- | ------------------------------- |
| 1971 Москва     | Юрій Алексашин Москва           | Михайло Желобовський Мінськ         | Микола Свиридов Воронеж         |
| 1972 Москва     | Юріс Грустиньш Рига             | Віктор Черняєв Москва               | Володимир Афонін Москва         |
| 1973 Москва     | Юріс Грустиньш Рига             | Анатолій Недибалюк Вінниця          | Арнольд Бейнарович Рига         |
| 1974 Москва     | Борис Кузнецов Свердловськ      | Мінівасик Абдулін Уфа               | Валентин Зотов Мінськ           |
| 1975 Ленінград  | Борис Кузнецов Свердловськ      | Іван Парлуй Смоленськ               | Мінівасік Абдулін Уфа           |
| 1976 Москва     | Михайло Мазін Московська обл.   | Володимир Меркушин Мінськ           | Іван Парлуй Смоленськ           |
| 1977 Мінськ     | Анатолій Недибалюк Вінниця      | Микола Немцов Воронеж               | Штефан Полак Чехословаччина     |
| 1978 Москва     | Валерій Абрамов Архангельськ    | Валентин Зотов Мінськ               | Олександр Федоткін Мінськ       |
| 1979 Мінськ     | Олександр Федоткін Брест        | Олександр Антипов Вільнюс           | Валерій Абрамов Московська обл. |
| 1980 Москва     | Анатолій Мамонтов Кишинів       | Володимир Пономарьов Ростов-на-Дону | Олександр Серкін                |
| 1981 Мінськ     | Валерій Абрамов Московська обл. | Ромуальдас Саусайтис Вільнюс        | Віктор Чумаков Брест            |
| 1982 Москва     | Валерій Абрамов Московська обл. | Геннадій Фішман Мінськ              | Олександр Федоткін Брест        |
| 1983 Москва     | Валерій Абрамов Московська обл. | Володимир Кальсін Алма-Ата          | Сергій Кудлацький Київ          |
| 1984 Москва     | Геннадій Фішман Мінськ          | Валерій Абрамов Московська обл.     | Віталій Тищенко Київ            |
| 1985 Кишинів    | Віталій Тищенко Київ            | Геннадій Фішман Мінськ              | Анатолій Крохмалюк Вінниця      |
| 1986 Москва     | Павло Яковлєв Улан-Уде          | Геннадій Фішман Гродно              | Михайло Дасько Ленінград        |
| 1987 Пенза      | Євген Жеребін Челябінськ        | Михайло Дасько Ленінград            | Микола Матюшенко Київська обл.  |
| 1990 Челябінськ | Михайло Дасько Ленінград        | Євген Жеребін Челябінськ            | Ігор Конишев Ленінград          |
| 1991 Волгоград  | Михайло Дасько Ленінград        | Євген Леонтьєв Кисловодськ          | Дмитро Дмитрієв Ленінград       |

### 5000 метрів
| Чемпіонат       | Золото                     | Срібло                   | Бронза                    |
| --------------- | -------------------------- | ------------------------ | ------------------------- |
| 1975 Ленінград  | Борис Кузнецов Свердловськ | Іван Парлуй Смоленськ    | Мінівасік Абдулін Уфа     |
| 1976 Москва     | Валентин Зотов Мінськ      | Іван Парлуй Смоленськ    | Володимир Меркушин Мінськ |
| 1977 Мінськ     | Валентин Зотов Мінськ      | Леонід Мосєєв Челябінськ | Арташес Мікоян Єреван     |
| 1990 Челябінськ | Геннадій Темников Улан-Уде | Микола Чамєєв Чебоксари  | Олег Савельєв Брест       |
| 1991 Волгоград  | Михайло Дасько Ленінград   | Микола Чамєєв Чебоксари  | Дмитро Дмитрієв Ленінград |

### 60 метрів з бар'єрами
| Чемпіонат       | Золото                        | Срібло                        | Бронза                        |
| --------------- | ----------------------------- | ----------------------------- | ----------------------------- |
| 1971 Москва     | Юрій Подтергера Ленінград     | Віталій Силаєв Львів          | Сергій Балабанов Горький      |
| 1972 Москва     | Анатолій Мошіашвілі Тбілісі   | Олександр Морозов Москва      | Олександр Синицин Київ        |
| 1973 Москва     | Анатолій Мошіашвілі Тбілісі   | Марек Южвік Польща            | Євген Мазепа Одеса            |
| 1974 Москва     | Анатолій Мошіашвілі Тбілісі   | Віктор Мясников Мінськ        | В'ячеслав Кулебякін Ленінград |
| 1975 Ленінград  | Віктор Мясников Мінськ        | Валентин Балахничов Москва    | Анатолій Мошіашвілі Тбілісі   |
| 1976 Москва     | Віктор Мясников Мінськ        | Андрій Коростельов Москва     | Олександр Пучков Ленінград    |
| 1977 Мінськ     | В'ячеслав Кулебякін Ленінград | Едуард Переверзєв Москва      | Вернер Беккер НДР             |
| 1978 Москва     | В'ячеслав Кулебякін Ленінград | Едуард Переверзєв Москва      | Юрій Черваньов Мінськ         |
| 1979 Мінськ     | Андрій Прокоф'єв Свердловськ  | В'ячеслав Кулебякін Ленінград | Едуард Переверзєв Москва      |
| 1980 Москва     | Юрій Черваньов Мінськ         | Віктор Мясников Мінськ        | В'ячеслав Кулебякін Ленінград |
| 1981 Мінськ     | Степан Кузів Львів            | Валерій Климов Ташкент        | Георгій Шабанов Псков         |
| 1982 Москва     | Андрій Прокоф'єв Свердловськ  | Георгій Шабанов Псков         | Олександр Пучков Ленінград    |
| 1983 Москва     | В'ячеслав Устинов Москва      | Георгій Шабанов Псков         | Жан Мхітарян Ленінакан        |
| 1984 Москва     | Андрій Прокоф'єв Москва       | Ігор Казанов Даугавпілс       | Георгій Шабанов Псков         |
| 1985 Кишинів    | Ігор Казанов Рига             | Сергій Усов Ташкент           | Георгій Шабанов Псков         |
| 1986 Москва     | Андрій Прокоф'єв Свердловськ  | Ігор Казанов Рига-Мінськ      | Ігор Переведенцев Казань      |
| 1987 Пенза      | Ігор Казанов Рига             | Сергій Усов Ташкент           | Олександр Маркін Москва       |
| 1988 Волгоград  | Сергій Усов Ташкент           | Олександр Маркін Москва       | Айварс Ікаунієкс Рига         |
| 1989 Гомель     | Ігор Казанов Рига             | Олександр Маркін Москва       | Володимир Шишкін Горький      |
| 1990 Челябінськ | Ігор Казанов Рига             | Михайло Едель Москва          | Сергій Усов Ташкент           |
| 1991 Волгоград  | Ігор Казанов Даугавпілс       | Сергій Усов Ташкент           | Олександр Маркін Москва       |

### 110 метрів з бар'єрами
| Чемпіонат   | Золото                        | Срібло                     | Бронза                   |
| ----------- | ----------------------------- | -------------------------- | ------------------------ |
| 1971 Москва | Віктор Баліхін Брест          | Олег Степаненко Москва     | Олександр Косарев Москва |
| 1972 Москва | Віктор Мясников Мінськ        | Борис Піщулин Ленінград    | Віктор Баліхін Мінськ    |
| 1973 Москва | Євген Мазепа Одеса            | Валентин Балахничов Москва | Віктор Мясников Мінськ   |
| 1978 Москва | В'ячеслав Кулебякін Ленінград | Андрій Коростельов Москва  | Анатолій Смирнов Москва  |
| 1979 Мінськ | Віктор Мясников Мінськ        | Олександр Пучков Ленінград | Анатолій Смирнов Москва  |
| 1980 Москва | Віктор Мясников Мінськ        | Степан Кузів Львів         | Анатолій Титов Москва    |

### Біг з перешкодами
- 1978-1981, 1985—1986: 2000 метрів
- 1982-1983, 1987, 1990—1991: 3000 метрів

| Чемпіонат       | Золото                            | Срібло                      | Бронза                         |
| --------------- | --------------------------------- | --------------------------- | ------------------------------ |
| 1978 Москва     | Володимир Філонов Московська обл. | Сергій Скрипка Тбілісі      | Володимир Ісаков Іваново       |
| 1979 Мінськ     | Сергій Єпішин Московська обл.     | Олександр Вітшель Ленінград | Олександр Воробей Хойники      |
| 1980 Москва     | Олександр Величко Ужгород         | Валентин Зайчук Київ        | Анатолій Дімов Московська обл. |
| 1981 Мінськ     | Борис Нестерук Кишинів            | Петро Чернюк Ленінград      | Борис Прус Київ                |
| 1982 Москва     | Олександр Загоруйко Вінниця       | Валерій Грязнов Копейськ    | Олександр Величко Київ         |
| 1983 Москва     | Сергій Єпішин Московська обл.     | Борис Нестерук Кишинів      | Іван Дану Кишинів              |
| 1985 Кишинів    | Сергій Єпішин Московська обл.     | Сергій Багдасар'ян Мінськ   | Володимир Малоземлін Тольятті  |
| 1986 Москва     | Микола Матюшенко Харків           | Маті Уусмаа Таллінн         | Андрій Уксусов Курськ          |
| 1987 Пенза      | Олександр Худяков Московська обл. | Маті Уусмаа Таллінн         | Валерій Грязнов Челябінськ     |
| 1990 Челябінськ | Микола Матюшенко Київська обл.    | Валерій Вандяк Тернопіль    | Василь Коромислов Перм         |
| 1991 Волгоград  | Геннадій Панін Набережні Човни    | Микола Карпович Борисов     | Анатолій Резнік Бровари        |

### Спортивна ходьба
- 1977-1981: 10000 метрів
- 1989-1991: 5000 метрів

| Чемпіонат       | Золото                        | Срібло                     | Бронза                               |
| --------------- | ----------------------------- | -------------------------- | ------------------------------------ |
| 1977 Мінськ     | Борис Яковлєв Київ            | Анатолій Соломін Київ      | Петро Поченчук Гродно                |
| 1978 Москва     | Євген Євсюков Сочі            | Анатолій Соломін Київ      | Микола Матвєєв Гродно                |
| 1979 Мінськ     | Євген Євсюков Сочі            | Микола Матвєєв Мінськ      | Петро Починчук Гродно                |
| 1980 Москва     | Віктор Семенов Чебоксари      | Айварс Румбенієкс Валміера | Вальдас Казлаускас Вільнюс           |
| 1981 Мінськ     | Микола Матвєєв Мінськ         | Борис Савчук Київська обл. | Марат Акопян Краснодар               |
| 1989 Гомель     | Михайло Щенніков Москва       | Франц Костюкевич Мінськ    | Євген Місюля Мінськ                  |
| 1990 Челябінськ | Ігор Плотников Челябінськ     | Рішат Шафіков Челябінськ   | Михайло Хмельницький Мінськ          |
| 1991 Волгоград  | Франц Костюкевич Мінська обл. | Михайло Орлов Ярославль    | Анатолій Соколовський Ростов-на-Дону |

### Стрибки у висоту
| Чемпіонат       | Золото                         | Срібло                            | Бронза                          |
| --------------- | ------------------------------ | --------------------------------- | ------------------------------- |
| 1971 Москва     | Сергій Будалов Московська обл. | Кестутіс Шапка Вільнюс            | Валентин Гаврилов Москва        |
| 1972 Москва     | Юрій Тармак Ленінград          | Кестутіс Шапка Вільнюс            | Валентин Гаврилов Москва        |
| 1973 Москва     | Валентин Гаврилов Москва       | Юрій Тармак Ленінград             | Володимир Хамзін Краснодар      |
| 1974 Москва     | Володимир Абрамов Москва       | Сергій Будалов Московська обл.    | Імант Карлсон Рига              |
| 1975 Ленінград  | Володимир Киба Київ            | Володимир Абрамов Москва          | Віктор Кащеєв Ленінград         |
| 1976 Москва     | Сергій Сенюков Чернівці        | Віктор Шкуричев Брянськ           | Віктор Кащеєв Ленінград         |
| 1977 Мінськ     | Олександр Григор'єв Мінськ     | Володимир Андрєєв Московська обл. | Станіслав Молотілов Куйбишев    |
| 1978 Москва     | Олександр Григор'єв Мінськ     | Володимир Ященко Запоріжжя        | Сергій Сенюков Чернівці         |
| 1979 Мінськ     | Геннадій Бєлков Куйбишев       | Валерій Колесников Свердловськ    | Володимир Киба Київ             |
| 1980 Москва     | Геннадій Бєлков Куйбишев       | Володимир Кунцевич Свердловськ    | Олександр Григор'єв Мінськ      |
| 1981 Мінськ     | Олексій Дем'янюк Львів         | Валерій Середа Баку               | Ігор Головач Вітебськ           |
| 1982 Москва     | Валерій Середа Баку            | Олексій Дем'янюк Львів            | Ігор Самилов Ленінград          |
| 1983 Москва     | Сергій Засимович Караганда     | Юрій Шевченко Київ                | Валерій Середа Ленінград        |
| 1984 Москва     | Валерій Середа Ленінград       | Олександр Котович Київ            | Олексій Дем'янюк Львів          |
| 1985 Кишинів    | Ігор Паклін Фрунзе             | Юрій Шевченко Київ                | Геннадій Авдєєнко Одеса         |
| 1986 Москва     | Валерій Середа Ленінград       | Вадим Оганян Чимкент              | Ігор Паклін Фрунзе              |
| 1987 Пенза      | Геннадій Авдєєнко Одеса        | Андрій Морозов Ленінград          | Олександр Котович Київська обл. |
| 1988 Волгоград  | Сергій Мальченко Москва        | Рудольф Поварніцин Київ           | Андрій Морозов Ленінград        |
| 1989 Гомель     | Олексій Ємєлін Москва          | Рудольф Поварніцин Київ           | Сергій Димченко Київ            |
| 1990 Челябінськ | Олексій Ємєлін Москва          | Сергій Мальченко Москва           | Володимир Корнієнко Алма-Ата    |
| 1991 Волгоград  | Сергій Димченко Київ           | Олексій Ємєлін Москва             | Рудольф Поварніцин Київ         |

### Стрибки з жердиною
| Чемпіонат       | Золото                         | Срібло                                       | Бронза                          |
| --------------- | ------------------------------ | -------------------------------------------- | ------------------------------- |
| 1971 Москва     | Юрій Ханафін Свердловськ       | Геннадій Блізнєцов Харків                    | Юрій Ісаков Свердловськ         |
| 1972 Москва     | Євген Тананика Харків          | Геннадій Гусев Львів                         | Яніс Лауріс Рига                |
| 1973 Москва     | Євген Тананика Харків          | Яніс Лауріс Рига                             | Юрій Ісаков Свердловськ         |
| 1974 Москва     | Яніс Лауріс Рига               | Євген Тананика Харків                        | Сергій Кривозуб Донецьк         |
| 1975 Ленінград  | Володимир Трофименко Ленінград | Яніс Лауріс Рига                             | Валерій Бойко Мінськ            |
| 1976 Москва     | Юрій Прохоренко Київ           | Юрій Ісаков Свердловськ                      | Євген Тананика Харків           |
| 1977 Мінськ     | Володимир Трофименко Ленінград | Юрій Ісаков Свердловськ                      | Олексій Дудка Ростов-на-Дону    |
| 1978 Москва     | Євген Тананика Харків          | Володимир Трофименко Ленінград               | Олександр Долгов Ростов-на-Дону |
| 1979 Мінськ     | Юрій Прохоренко Київ           | Костянтин Волков Іркутськ                    | Олександр Крупський Іркутськ    |
| 1980 Москва     | Костянтин Волков Іркутськ      | Володимир Поляков Москва                     | Сергій Кулібаба Алма-Ата        |
| 1981 Мінськ     | Володимир Поляков Москва       | Олександр Крупський Іркутськ                 | Віктор Спасов Київ              |
| 1982 Москва     | Олександр Крупський Іркутськ   | Віктор Спасов Київ                           | Олександр Обіжаєв Рига          |
| 1983 Москва     | Сергій Кулібаба Алма-Ата       | Олександр Крупський Іркутськ                 | Олександр Обіжаєв Рига          |
| 1984 Москва     | Олександр Крупський Іркутськ   | Сергій Смоляков Московська обл.              | Родіон Гатаулін Ташкент         |
| 1985 Кишинів    | Олександр Крупський Іркутськ   | Василь Бубка Донецьк Микола Селіванов Москва | не вручалась                    |
| 1986 Москва     | Сергій Бубка Донецьк           | Родіон Гатаулін Ташкент                      | Олександр Крупський Іркутськ    |
| 1987 Пенза      | Родіон Гатаулін Ташкент        | Олександр Обіжаєв Рига                       | Григорій Єгоров Алма-Ата        |
| 1988 Волгоград  | Валерій Ішутін Ташкент         | Ігор Потапович Алма-Ата                      | Олександр Жуков Тирасполь       |
| 1989 Гомель     | Родіон Гатаулін Ташкент        | Ігор Потапович Алма-Ата                      | Віктор Риженков Ташкент         |
| 1990 Челябінськ | Григорій Єгоров Алма-Ата       | Ігор Транденков Ленінград                    | Денис Петушинський Іркутськ     |
| 1991 Волгоград  | Сергій Бубка Донецьк           | Віктор Риженков Ташкент                      | Родіон Гатаулін Ленінград       |

### Стрибки у довжину
| Чемпіонат       | Золото                           | Срібло                            | Бронза                           |
| --------------- | -------------------------------- | --------------------------------- | -------------------------------- |
| 1971 Москва     | Ігор Тер-Ованесян Москва         | Валерій Підлужний Донецьк         | Михайло Барибан Краснодар        |
| 1972 Москва     | Тину Лепік Таллінн               | Володимир Скибенко Ростов-на-Дону | Валерій Верескун Севастополь     |
| 1973 Москва     | Валерій Підлужний Донецьк        | Валерій Верескун Севастополь      | Євген Шубін Ленінград            |
| 1974 Москва     | Олексій Переверзєв Москва        | Віктор Зубков Московська обл.     | Сергій Смолін Горький            |
| 1975 Ленінград  | Олексій Переверзєв Москва        | Валерій Підлужний Донецьк         | Валерій Коломієць Мінськ         |
| 1976 Москва     | Валерій Підлужний Донецьк        | Олексій Переверзєв Москва         | Євген Шубін Ленінград            |
| 1977 Мінськ     | Гжегож Цибульський Польща        | Іван Лобач Гродно                 | Василь Галиней Львів             |
| 1978 Москва     | Володимир Цепельов Баку          | Володимир Харитонов Баку          | Олексій Переверзєв Москва        |
| 1979 Мінськ     | Валерій Підлужний Донецьк        | Володимир Харитонов Баку          | Володимир Цепельов Баку          |
| 1980 Москва     | Валерій Підлужний Донецьк        | Віктор Бельський Мінськ           | Олександр Безкровний Москва      |
| 1981 Мінськ     | Володимир Цепельов Вільнюс       | Арвідас Сабоніс Вільнюс           | Юрій Самарин Дніпропетровськ     |
| 1982 Москва     | Володимир Цепельов Вільнюс       | Шаміль Аббясов Фрунзе             | Юрій Морковкин Ростов-на-Дону    |
| 1983 Москва     | Костянтин Семикін Москва         | Юрій Харитонов Свердловськ        | Володимир Шабанов Москва         |
| 1984 Москва     | Оганес Степанян Ленінакан        | Юрій Морковкин Ростов-на-Дону     | Костянтин Семикін Москва         |
| 1985 Кишинів    | Сергій Лаєвський Дніпропетровськ | Шаміль Аббясов Фрунзе             | Валерій Бакунін Волгоград        |
| 1986 Москва     | Роберт Емміян Ленінакан          | Костянтин Семикін Москва          | Сергій Лаєвський Дніпропетровськ |
| 1987 Пенза      | Ігор Харитонов Смоленськ         | Сергій Лаєвський Дніпропетровськ  | Шаміль Аббясов Фрунзе            |
| 1988 Волгоград  | Володимир Бобильов Воронеж       | Сергій Лаєвський Дніпропетровськ  | Леонід Волошин Краснодар         |
| 1989 Гомель     | Володимир Ратушков Ленінград     | Ігор Харитонов Смоленськ          | Сергій Заозерський Архангельськ  |
| 1990 Челябінськ | Роберт Емміян Ленінакан          | Володимир Ратушков Ленінград      | Едуард Краснов Тула              |
| 1991 Волгоград  | Дмитро Багрянов Москва           | Володимир Очкань Полтава          | Роберт Емміян Ленінакан          |

### Потрійний стрибок
| Чемпіонат       | Золото                            | Срібло                          | Бронза                     |
| --------------- | --------------------------------- | ------------------------------- | -------------------------- |
| 1971 Москва     | Віктор Санєєв Сухумі              | Геннадій Савлевич Львів         | Валентин Шевченко Москва   |
| 1972 Москва     | Віктор Санєєв Сухумі              | Михайло Барибан Краснодар       | Геннадій Савлевич Львів    |
| 1973 Москва     | Віктор Санєєв Сухумі              | Микола Сінічкін Рига            | Михайло Барибан Краснодар  |
| 1974 Москва     | Геннадій Безсонов Москва          | Микола Сінічкін Рига            | Анатолій Бойко Донецьк     |
| 1975 Ленінград  | Анатолій Піскулін Ленінград       | Сергій Сидоренко Ленінград      | Геннадій Безсонов Москва   |
| 1976 Москва     | Віктор Санєєв Тбілісі             | Валентин Шевченко Москва        | Геннадій Безсонов Москва   |
| 1977 Мінськ     | Яак Уудмяе Тарту                  | Анатолій Піскулін Ленінград     | Микола Соловей Львів       |
| 1978 Москва     | Анатолій Піскулін Ленінград       | Олександр Яковлєв Київ          | Геннадій Валюкевич Мінськ  |
| 1979 Мінськ     | Геннадій Валюкевич Мінськ         | Яак Уудмяе Тарту                | Анатолій Піскулін Мінськ   |
| 1980 Москва     | Яак Уудмяе Тарту                  | Віктор Паршенков Калуга         | Шаміль Аббясов Фрунзе      |
| 1981 Мінськ     | Василь Грищенков Ленінград        | Василь Ісаєв Ленінград          | Валерій Кузьменок Гомель   |
| 1982 Москва     | Микола Мусієнко Дніпропетровськ   | Геннадій Валюкевич Мінськ       | Василь Ісаєв Ленінград     |
| 1983 Москва     | Яак Уудмяе Тарту                  | Олександр Яковлєв Київ          | Геннадій Валюкевич Мінськ  |
| 1984 Москва     | Володимир Плеханов Москва         | Григорій Ємець Кривий Ріг       | Маріс Бружикс Стучка       |
| 1985 Кишинів    | Геннадій Валюкевич Мінськ         | Василь Ісаєв Ленінград          | Олександр Яковлєв Київ     |
| 1986 Москва     | Микола Мусієнко Дніпропетровськ   | Володимир Іноземцев Київ        | Маріс Бружикс Рига         |
| 1987 Пенза      | Олег Проценко Московська обл.     | Володимир Черников Ташкент      | Геннадій Валюкевич Мінськ  |
| 1988 Волгоград  | Олександр Леонов Гомель           | Васіф Асадов Баку               | Володимир Черников Ташкент |
| 1989 Гомель     | Володимир Іноземцев Ворошиловград | Микола Мусієнко Дніпропетровськ | Володимир Черников Ташкент |
| 1990 Челябінськ | Олег Сакіркін Чимкент             | Ігор Лапшин Мінськ              | Василь Соков Душанбе       |
| 1991 Волгоград  | Леонід Волошин Краснодар          | Ігор Лапшин Мінськ              | Василь Соков Душанбе       |

### Штовхання ядра
| Чемпіонат       | Золото                         | Срібло                          | Бронза                         |
| --------------- | ------------------------------ | ------------------------------- | ------------------------------ |
| 1971 Москва     | Валерій Войкін Ленінград       | Рімантас Плунге Каунас          | Геннадій Нефьодов Волгоград    |
| 1972 Москва     | Валерій Войкін Ленінград       | Олександр Баришников Ленінград  | Рімантас Плунге Каунас         |
| 1973 Москва     | Валерій Войкін Ленінград       | Арунас Віткявічус Вільнюс       | Олександр Баришников Ленінград |
| 1974 Москва     | Вальчо Стоєв Болгарія          | Хайнц-Йоахім Ротенбург НДР      | Анатолій Ярош Ворошиловград    |
| 1975 Ленінград  | Олександр Баришников Ленінград | Петер Главачке НДР              | Валерій Войкін Ленінград       |
| 1976 Москва     | Анатолій Ярош Київ             | Олександр Баришников Ленінград  | Євген Миронов Ленінград        |
| 1977 Мінськ     | Анатолій Ярош Ворошиловград    | Євген Миронов Ленінград         | Рімантас Плунге Каунас         |
| 1978 Москва     | Олександр Баришников Ленінград | Володимир Кисельов Кременчук    | Валерій Войкін Ленінград       |
| 1979 Мінськ     | Володимир Кисельов Кременчук   | Анатолій Ярош Ворошиловград     | Олександр Баришников Ленінград |
| 1980 Москва     | Анатолій Ярош Ворошиловград    | Валерій Войкін Ленінград        | Михайло Гусєв Москва           |
| 1981 Мінськ     | Яніс Боярс Стучка              | Геннадій Михайлов Ленінград     | Олександр Борейко Мінськ       |
| 1982 Москва     | Яніс Боярс Стучка              | Сергій Гаврюшин Москва          | Володимир Кисельов Кременчук   |
| 1983 Москва     | Яніс Боярс Стучка              | Олександр Баришников Ленінград  | Сергій Донських Ленінград      |
| 1984 Москва     | Сергій Каснаускас Мінськ       | Яніс Боярс Лимбажі              | Володимир Кисельов Кременчук   |
| 1985 Кишинів    | Донатас Стуконіс Вільнюс       | Яніс Боярс Лимбажі              | Михайло Доморосов Могильов     |
| 1986 Москва     | Яніс Боярс Лимбажі             | Сергій Смирнов Ленінград        | Сергій Донських Ленінград      |
| 1987 Пенза      | Сергій Смирнов Ленінград       | Сергій Гаврюшин Москва          | Микола Бородкін Хмельницький   |
| 1988 Волгоград  | В'ячеслав Лихо Московська обл. | Олександр Багач Бровари         | Сергій Синиця Гродно           |
| 1989 Гомель     | Олександр Багач Бровари        | Микола Бородкін Хмельницький    | В'ячеслав Лихо Московська обл. |
| 1990 Челябінськ | Сергій Смирнов Ленінград       | Таріел Біцадзе Сухумі           | Сергій Рубцов Алма-Ата         |
| 1991 Волгоград  | Сергій Смирнов Ленінград       | Роман Вірастюк Івано-Франківськ | Євген Пальчиков Іркутськ       |

### Метання ваги
| Чемпіонат      | Золото                 | Срібло                    | Бронза                  |
| -------------- | ---------------------- | ------------------------- | ----------------------- |
| 1975 Ленінград | Олексій Малюков Москва | Олексій Спиридонов Москва | Валерій Валентюк Харків |

### Багатоборство
- 1975-1976: п'ятиборство
- 1977-1983, 1985—1987, 1990—1991: семиборство
- 1984, 1988—1989: восьмиборство

| Чемпіонат         | Золото                       | Срібло                       | Бронза                           |
| ----------------- | ---------------------------- | ---------------------------- | -------------------------------- |
| 1975 Ленінград    | Рудольф Зігерт Ленінград     | Євген Кисельов Ангарськ      | Віктор Грузенкін Красноярськ     |
| 1976 Москва       | Анатолій Грачов Москва       | Віктор Грузенкін Красноярськ | Валерій Качанов Кишинів          |
| 1977 Мінськ       | Костянтин Ахапкін Москва     | Валерій Качанов Кишинів      | Володимир Ячменьов Мінськ        |
| 1978 Харків       | Костянтин Ахапкін Москва     | Олександр Шабленко           | Володимир Буряков Ростов-на-Дону |
| 1979 Орджонікідзе | Віктор Грузенкін Красноярськ | Сергій Желанов Москва        | Сергій Лебедєв Московська обл.   |
| 1980 Ленінград    | Олександр Невський Гомель    | Сергій Желанов Москва        | Олександр Шабленко               |
| 1981 Москва       | Григорій Дегтярьов Кіров     | Віктор Грузенкін Красноярськ | Микола Попцов Іркутськ           |
| 1982 Гомель       | Олександр Невський Київ      | Григорій Дегтярьов Кіров     | Юрій Куценко Бєлгород            |
| 1983 Запоріжжя    | Олександр Невський Київ      | Тійт Пахкер Таллінн          | Сергій Пугач Челябінськ          |
| 1984 Запоріжжя    | Вадим Подмарьов Ташкент      | Павло Тарновецький Львів     | Олександр Арешин Ленінград       |
| 1985 Москва       | Євген Овсянников Алма-Ата    | Сергій Пугач Челябінськ      | Олександр Невський Київ          |
| 1986 Запоріжжя    | Сергій Желанов Москва        | Олександр Апайчев Бровари    | Євген Овсянников Алма-Ата        |
| 1987 Липецьк      | Олександр Арешин Ленінград   | Ігор Самилов Ленінград       | Сергій Желанов Москва            |
| 1988 Перм         | Павло Тарновецький Львів     | Іван Бабій Львів             | Олег Урмакаєв Москва             |
| 1989 Волгоград    | Роман Терехов Ставрополь     | Олексій Лях Москва           | Раміль Ганієв Ташкент            |
| 1990 Мінськ       | Олексій Лях Москва           | Микола Афанасьєв Свердловськ | Олег Урмакаєв Москва             |
| 1991 Липецьк      | Євген Дудаков Ростов-на-Дону | Андрій Назаров Таллінн       | Роман Фролов Ростов-на-Дону      |

### Загальні відомості
- Легкая атлетика / Сост. Штейнбах В. Л. — М.: Олимпия Пресс, 2006. — С.375-384 (рос.)

- http://gbrathletics.com/nc/ursi.htm [Архівовано 13 серпня 2017 у Wayback Machine.] (англ.)

### Результати по роках
- Технические результаты чемпионата СССР в закрытом помещении // Легкая атлетика. — 1971. — № 4. — С. 6-7 (рос.).

- Первенство СССР в закрытом помещении // Легкая атлетика. — 1972. — № 4. — С. 6-7 (рос.).

- Евгений Чен. Первый открытый // Легкая атлетика. — 1973. — № 4. — С. 2-3 (рос.).

- Первенство СССР в закрытом помещении // Легкая атлетика. — 1973. — № 4. — С. 3 (рос.).

- Зима 1974 г. Чемпионат СССР // Легкая атлетика. — 1974. — № 4. — С. 12-13 (рос.).

- Открытый чемпионат СССР // Легкая атлетика. — 1975. — № 4. — С. 32 (рос.).

- VI Чемпионат СССР в помещении // Легкая атлетика. — 1976. — № 5. — С. 30 (рос.).

- Легкая атлетика: Справочник / Сост. Р. В. Орлов — М.: Физкультура и спорт, 1983 — С. 113—114, 117—118 (рос.)

- Зимний чемпионат СССР // Легкая атлетика. — 1978. — № 5. — С. 26-27 (рос.).

- Чемпионат СССР по многоборьям // Легкая атлетика. — 1978. — № 5. — С. 27 (рос.).

- Мужают юниоры // Легкая атлетика. — 1979. — № 5. — С. 22 (рос.).

- Зимний чемпионат СССР // Легкая атлетика. — 1979. — № 5. — С. 22-23 (рос.).

- Зимний чемпионат СССР // Легкая атлетика. — 1980. — № 4. — С. 27 (рос.).

- Чемпионат СССР по многоборью // Легкая атлетика. — 1980. — № 6. — С. 30 (рос.).

- Матч СССР-США по многоборью // Легкая атлетика. — 1980. — № 6. — С. 30 (рос.).

- Зимний чемпионат СССР // Легкая атлетика. — 1981. — № 5. — С. 29-30 (рос.).

- Чемпионат СССР по многоборьям // Легкая атлетика. — 1981. — № 5. — С. 30 (рос.).

- Зимний чемпионат СССР // Легкая атлетика. — 1982. — № 4. — С. 8 (рос.).

- Зимний чемпионат СССР по многоборьям // Легкая атлетика. — 1982. — № 6. — С. 28 (рос.).

- Зимний чемпионат СССР // Легкая атлетика. — 1983. — № 4. — С. 29-30 (рос.).

- Зимний чемпионат СССР по многоборьям // Легкая атлетика. — 1983. — № 4. — С. 30 (рос.).

- Зимний чемпионат СССР // Легкая атлетика. — 1984. — № 4. — С. 29 (рос.).

- Зимний чемпионат СССР по многоборьям // Легкая атлетика. — 1984. — № 5. — С. 27 (рос.).

- В. Калясьев. Атака на рекорды! Итоги зимнего чемпионата СССР. 15-17 февраля. Кишинёв. // Легкая атлетика. — 1985. — № 4. — С. 15 (рос.).

- Чемпионат СССР по многоборью // Легкая атлетика. — 1985. — № 4. — С. 29 (рос.).

- Чемпионат СССР в помещении // Легкая атлетика. — 1986. — № 4. — С. 27 (рос.).

- Зимний чемпионат СССР по многоборьям // Легкая атлетика. — 1986. — № 5. — С. 28 (рос.).

- Непросто жить чемпионату // Легкая атлетика. — 1987. — № 4. — С. 6 (рос.).

- XVII чемпионат СССР в помещении // Легкая атлетика. — 1987. — № 4. — С. 18 (рос.).

- Зимний чемпионат СССР по многоборьям // Легкая атлетика. — 1987. — № 4. — С. 18 (рос.).

- Чемпионат СССР // Легкая атлетика. — 1988. — № 4. — С. 26-27 (рос.).

- Чемпионат СССР в помещении по многоборьям // Легкая атлетика. — 1988. — № 4. — С. 18 (рос.).

- Порадовали прыгуны. Чемпионат СССР в помещении // Легкая атлетика. — 1989. — № 4. — С. 19-21 (рос.).

- Матч СССР-ГДР по многоборьям в помещении // Легкая атлетика. — 1989. — № 4. — С. 34, 43 (рос.).

- Чемпионат СССР по многоборьям в помещении // Легкая атлетика. — 1989. — № 4. — С. 43 (рос.).

- Борьбу украшают рекорды. Заметки с зимнего чемпионата СССР по легкой атлетике // Легкая атлетика. — 1990. — № 4. — С. 18 (рос.).

- Чемпионат СССР в помещении // Легкая атлетика. — 1990. — № 4. — С. 18-19 (рос.).

- Чемпионат и первенство СССР по многоборьям // Легкая атлетика. — 1990. — № 4. — С. 19 (рос.).

- Рекорды в Волгограде или… как мы теряем валюту. Заметки с чемпионата страны // Легкая атлетика. — 1991. — № 3. — С. 5 (рос.).

- Чемпионат СССР в помещении // Легкая атлетика. — 1991. — № 3. — С. 5 (рос.).

- Чемпионат и первенство СССР по многоборьям // Легкая атлетика. — 1991. — № 5. — С. 47 (рос.).